# یازلاو
یازلاو (انگلیسی: Yazlav) یک شهرک در شهرستان کویورگازینسکی جمهوری باشقیرستان در کشور روسیه است.